# Gold Point
Gold Point – miasto widmo w hrabstwie Esmeralda. Często uważane za wymarłe, gdyż w roku 2006 liczba mieszkańców wynosiła 8.
Powstało w 1905 roku i nazwane zostało Hornsilver (Srebrny Róg) – w związku z wydobyciem srebra. W roku 1929, nazwę zmieniono na Gold Point (Złoty Punkt), gdy odkryto tu złoto i rozpoczął się napływ ludzi. Złoża się wyczerpały. Ostatnia firma opuściła miasto w 1964 roku, co uczyniło je praktycznie wymarłym. Od roku 1970 mieszkańcy próbują przywrócić je do świetności. Stało się lokalną atrakcją turystyczną z dwoma muzeami.